# Grube Silbersegen
Die Grube Silbersegen war ein Bergwerk auf Kupfer, Silber, Gold und Blei im östlichen Taunus. Zudem gab es auch Abbau von Eisen an gleicher Stelle. Das Abbaugebiet liegt auf dem Berg Gaulskopf, der früher wegen seiner reichen Erzfunde Silberberg genannt wurde. Die Grubenbaue befinden sich auf der Gemarkungsgrenze von Cleeberg und Espa – was jahrzehntelang zu erheblichen Streitigkeiten zwischen den die Gemarkungen besitzenden Fürstenhäusern führte.
Der Bergbau auf dem Gaulskopf ist erstmals für 1459 belegt, hat aber wahrscheinlich schon in römischer Zeit stattgefunden. Das Ende nach längeren Unterbrechungen kam 1919. Bekannt sind zwei Blütezeiten des Bergbaus, die erste in der Renaissancezeit im 15. und 16. Jahrhundert, die zweite Ende des 17. Jahrhunderts und Anfang des 18. Jahrhunderts. Beständige Begleiter des Bergbaus waren Besitzstreitigkeiten und große Schwierigkeiten mit dem Grundwasser, das die Grubenbaue absaufen zu lassen drohte.
Durch die komplexe Eigentumssituation und aus politischen Überlegungen heraus trug das Bergwerk vom 15. bis zum 18. Jahrhundert verschiedene Bezeichnungen: Grube am Silberberg, Grube bei Espa oder Grube bei Cleeberg bzw. Grube im Amt Cleeberg, schließlich 1855 dann Grube Silbersegen. Ältere Geschichtsschreibung verwechselte diese Bezeichnungen mitunter auch. Für weitere Verwirrung sorgte dann noch die am gleichen Berg auf Cleeberger Seite befindliche Grube Amalia (später Amalie), die den gleichen Erzgang ausbeutete, aber erst Mitte des 19. Jahrhunderts entstanden war.

## Geschichte

### 1459 bis 1560 – Anfänge und Grenzstreit

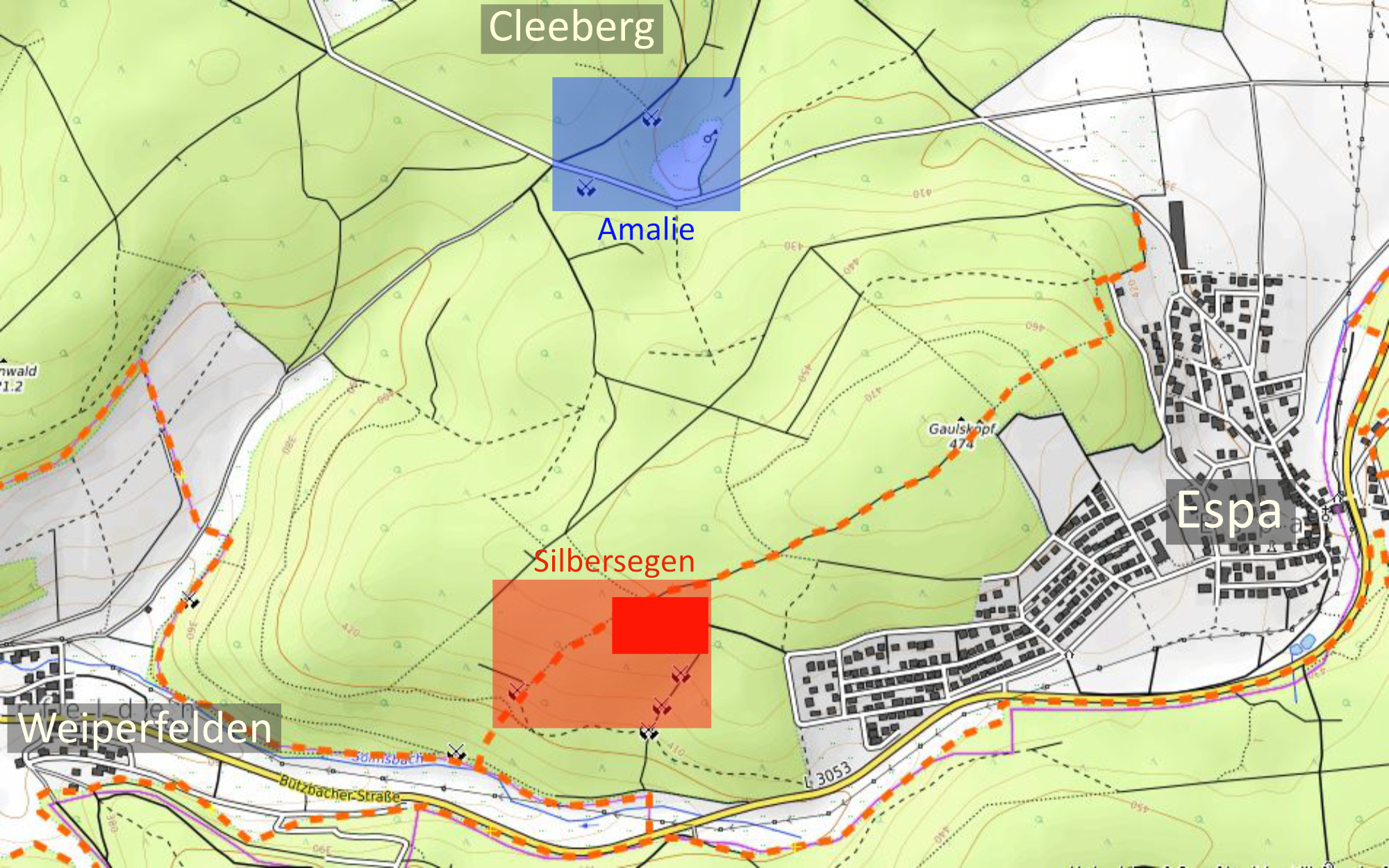
Übersicht Gruben am Gaulskopf (Silberberg)

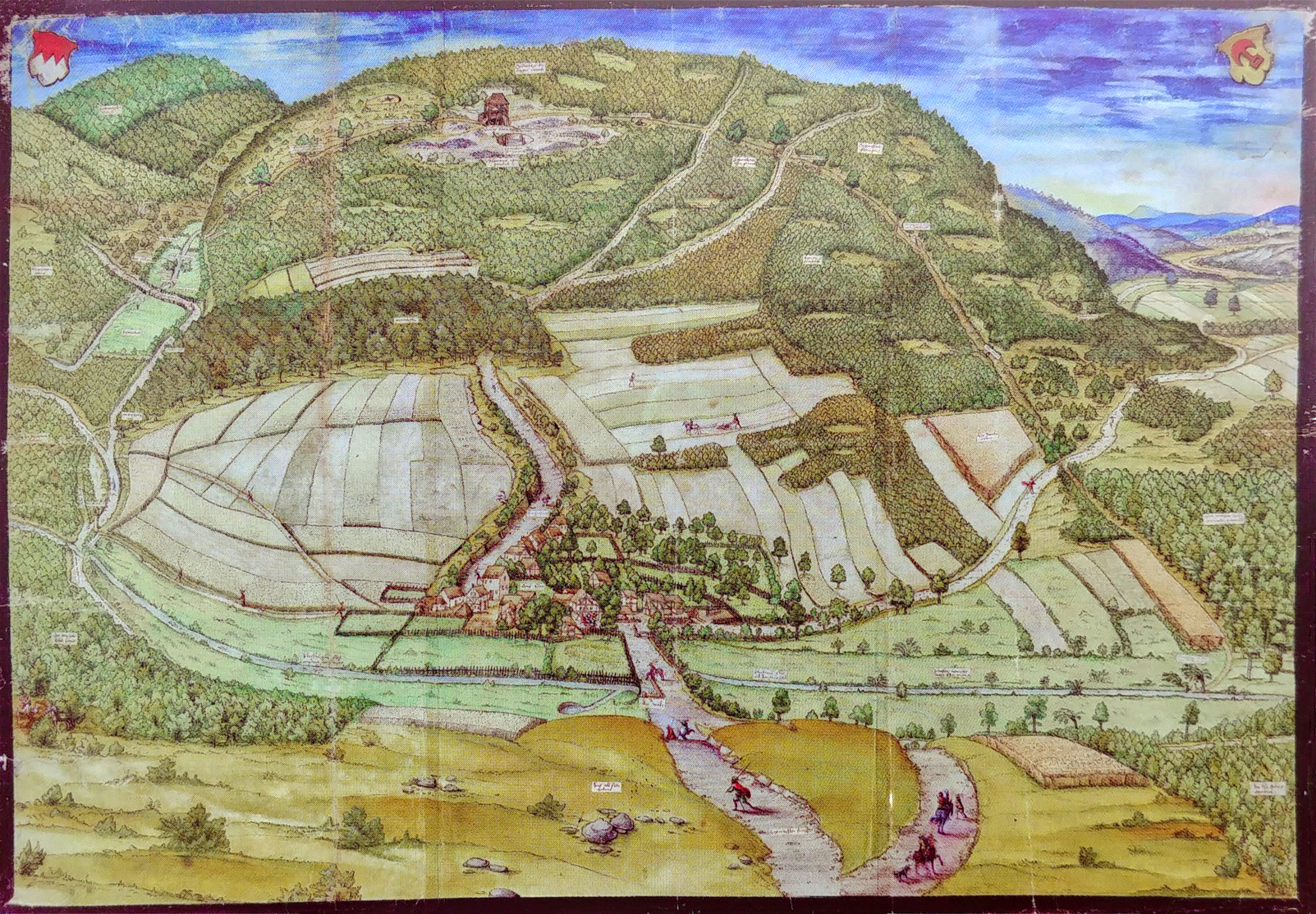
Grube, Gaulskopf und Espa 1544

Die Anfänge des Bergbaus auf dem Gaulskopf (Silberberg) sind nicht überliefert. Belegt sind Funde von Rennofen-Schlacke (Eisen) im Abbaugebiet, die als Zeugen römischen Bergbaus aus dem 1. bis 3. Jahrhundert angesprochen werden. Die römische Außengrenze Limes verlief in nur 3 km Entfernung am Gaulskopf vorbei und in der Region ist weiterer römischer Bergbau nachgewiesen (z. B. Alte Kaisergrube). Es ist also wahrscheinlich, dass Bergbau am Gaulskopf bereits in römischer Zeit stattgefunden hat.
Klipstein beschrieb 1779, dass das Bergwerk im „Amt Cleeberg“ bereits vor 1459 in Betrieb war. Der Hauptteil des Bergbaus fand zwar auf Espaer Gebiet statt, nur ein geringer in Cleeberg – das Amt Cleeberg war allerdings um ein Vielfaches größer und auch erheblich bedeutsamer als Espa, so dass Klipstein den Bergbau territorial Cleeberg zuschrieb.
Die beständigen Streitigkeiten über das Eigentum am Bergwerk sind bereits seit dem Jahr 1460 dokumentiert und leiteten eine erste Phase gerichtlicher Auseinandersetzung ein, die ein ganzes Jahrhundert dauerte. Die Ausbeute an gewonnenem Silber war hoch und weckte Begehrlichkeiten, zudem wurde Gold abgebaut. Aus dem Jahr 1497 ist ein „Vertrag zwischen Cleeberg“ überliefert, der zwischen verschiedenen adligen Eigentümern aus der Region die Besitz- und Abbaurechte regelt. Unter anderen sind auch die Ganerben aus Cleeberg daran beteiligt, beispielsweise Ludwig II von Isenburg in Büdingen – dieser betrieb gleichfalls im heimatlichen Territorium Bergbau bei Hain-Gründau.
Im Jahr 1528 wurde eine Bergordnung erlassen, Mitte der 1530er scheint der Bergbau vorübergehend geruht zu haben. Ab 1538 gab es Streitigkeiten über den Bergwerksbesitz, die Grafen von Cleeberg beauftragten den Bergrichter Bonifatius Wild ein Gutachten zu erstellen. Dieser stellte fest, dass ein Teil des Bergwerks auf Espaer Grund lag, welches den Herren von Frankenstein und Heusenstamm als Lehen der Erzbischöfe von Bamberg gegeben war. Der Wert der Silbervorkommen wurde so hoch eingeschätzt, dass ab 1541 sogar das Reichskammergericht in Speyer angerufen wurde, die neben dem Reichshofrat in Wien höchste richterliche Instanz im Heiligen Römischen Reich Deutscher Nation.
Für diesen dann 19 Jahre andauernden Gerichtsprozess wurde von Hans Döring – dem Hofmaler der Solmser Grafen – eine künstlerisch gestalte Karte (Situationszeichnung) als aufwändig gearbeitete, kolorierte Tuschezeichnung angefertigt, diese ist heute noch im Hauptstadtarchiv Wiesbaden erhalten. Das Gemälde von 1544 trägt die Wappen von Frankenstein und Heusenstamm, zudem zeigt es das Bergwerk in der Perspektive aus Espaer Sicht – so dass angenommen wird, dass die Herren von Espa die Auftraggeber sind. Bereits ein Jahr zuvor versicherten sich die Besitzer der Espaer Bergwerksseite des Schutzes durch die Grafen von Nassau-Saarbrücken, denen sie ein Viertel des Bergwerkbesitzes dafür versprachen – zudem für Holzlieferungen, da die Wälder am Bergwerk durch Abbau und Verhüttung ruiniert waren.
Der Rechtsstreit endete schließlich 1560 mit der Anerkennung der Frankenstein-Heusenstammschen Eigentumsrechte. Der Hauptförderschacht, der in dem Gemälde noch als „Farung Kauthe“ (heutiger Begriff: Schacht Fahrung) bezeichnet wurde, erhielt daraufhin den Namen Gericht(s)schacht. Im Verfahren wurde er als genau auf der Gemarkungsgrenze liegend dargestellt, tatsächlich liegt er 60 m südöstlich davon und damit klar auf dem Gebiet von Espa.
Im 16. Jahrhundert wurden neben Silber auch Gold gefördert, welches in „nicht geringen Spuren“ vorhanden war. Den Rest des 16. Jahrhunderts war das Bergwerk überwiegend in Betrieb.

### 1600 bis 1762 – Verwüstung, zweite Blütezeit, Kriege
Klipstein berichtet, dass 1618 wöchentlich 72 Zentner Erz, zur Hälfte Bleierz und Kupfererz in die Schmelzhütte bei Hain-Gründau geliefert wurden (siehe dazu: Bergbau bei Hain-Gründau), eine für damals beachtliche Strecke von über 50 km. Der Grund für das Ausweichen nach Hain-Gründau ist unbekannt, es kann an Eigentumsrechten gelegen haben oder am Raubbau am Waldbestand bei Espa. Die Schmelzhütten hatten einen enormen Holzverbrauch und die Wälder um und auf dem Gaulskopf waren schon im 16. Jahrhundert massiv abgeholzt worden.
In den 1620er Jahren lief der Bergbau erfolgreich weiter. Noch 1634 wurde ein neues Pochwerk errichtet und zur Wasserkraftversorgung ein neuer Pochweiher im Kleebachtal angelegt. Im darauffolgenden Jahr trafen das Wüten des Dreißigjährigen Krieges und eine Pest-Epidemie die Region mit großer Härte. Im Pestjahr 1635 verstarben im benachbarten Butzbach zwei Drittel aller Einwohner. Bereits 1637 wurde mitten im Krieg versucht, den Bergbau wieder aufzunehmen. Bergmeister Elter begutachtete die Grube und lobte sie als sehr aussichtsreich. Der Eigentümer, Landgraf Philipp zu Hessen, hielt den Zeitpunkt jedoch wegen „immer herrschenden motibus mit Kriegspressuren, auch vielfältiger Durchzug“ (feindlicher Heere) für verfrüht. Erst ab 1662 wurde wieder von Bergbaubetrieb gesprochen.
Von 1683 wird berichtet, dass der Bergbau im starken Betrieb gewesen sei. Dies setzte sich die nächsten Jahrzehnte fort, besonders erfolgreich war der Abbau beispielsweise 1700 bis 1710. Damals wurde berichtet, „auf allen Straßen brechen Erze, die mächtigsten anderthalb Schuh“. Die Schmelzhütte vor Ort konnte die Menge nicht mehr verarbeiten und es war eine zweite lokale Erzverarbeitung mit Schmelzhütte in Betrieb. Der Fokus des Abbaus lag jetzt auf Kupfer und Blei; Silber und Gold wurden nicht mehr im nennenswerten Umfang gefunden. In dieser Blütezeit wurden auch Kuxe gehandelt, so auch durch Christian Metzger aus Frankfurt, der zudem an den Gruben in Hain-Gründau Beteiligung suchte.
Aus dem Mai 1704 ist eine Lohnabrechnung erhalten, es waren 46 Männer und Jungen beschäftigt: 13 Hauer, 16 Haspelknechte, 4 Jungen, 1 Blechschmied, 1 Erzscheider, 1 Schmelzer, 3 Vorläufer, 1 Pochsteiger, 2 Siebwäscher sowie 4 Jungen im Waschwerk.
Zwischen 1706 und 1709 wurden 25 139 Pfund Garkupfer und 1 938 Pfund Blei erschmolzen. 1718 musste der Grubenbetrieb trotz guter Erzfunde eingestellt werden, da Christian Metzger aus Frankfurt als Betreiber der Grube Misswirtschaft betrieben hatte.
Der ehemalige Steiger der Grube Peter Hellwig ersuchte dann 14 Jahre später 1732 den Fürsten zu Nassau-Usingen um die Belehnung mit dem Bergwerk. Er bezeichnete sich als Cleeberger Berggeschworenen. Er lieferte auch eine umfangreiche Beschreibung des Bergwerks. Dieses hat neben den Stollen und Schächten inzwischen untertägig 6 Fördersohlen und 5 Blindschächte – ein für den Taunus in dieser Zeit enormes Ausmaß.
Das Bergwerk blieb in den 1730er Jahren in Betrieb. Es wurden vor allem Blei sowie etwas Silber gewonnen – aus einem Kilogramm Erz wurden 55 g Blei und etwa 1 g Silber erschmolzen.
Aus den 1740er und 1750er Jahren sind keine Berichte überliefert. 1762 wurde die Region Schauplatz für eines der letzten Gefechte des frühen Weltkrieges Siebenjähriger Krieg, insbesondere bei dem wenige Kilometer entfernten Gefecht bei Grüningen am 25. August 1762. Die kämpfenden Truppen zogen dann in der darauffolgenden Woche an Butzbach und dem Bergwerk vorbei und stellten sich zum vorletzten Gefecht, der Schlacht am Johannisberg bei Bad Nauheim am 30. August. Bergbau war in dieser Phase nicht möglich.

### 1766 bis 1919 – Zunehmend erfolglose Versuche
Zu einem unbekannten Zeitpunkt in den 1750er oder 1760er Jahren fiel das Bergwerk in das Freie, es wurde nichts mehr abgebaut. Erst 1766 wurde es wieder aktenkundig, als der fürstlich Solmsische Stallmeister Susewindt und der Cabinets-Secretär Schwanitz belehnt wurden, die bereits in der 5 km entfernten Grube Philippseck erfolgreich schürften.
Es folgt eine Periode intensiver Aktivität, die alten Stollen, Sohlen und Schächte werden mit großem Aufwand wieder freigelegt. Es werden Blei- und Kupfererze gefunden, von Silber ist keine Rede mehr. Große Sorge bereiten das einströmende Grundwasser und die schlechten Wetter. Etwa 1774 wird ein neuer Stollen als Abhilfe begonnen (der jetzt Tiefer Stollen genannte bei Weiperfelden, der bisherige Tiefe Stollen wurde in Mittel Stollen umbenannt), um den eindringenden Wassermassen Herr zu werden. Jedoch bereits 1775 geben Schwanitz und Susewindt ihre Bemühungen auf.
Erst wieder 1822 gibt es neue Nachricht über das Bergwerk. Die Bezeichnung Silberberg ist verschwunden, der Berg wird jetzt Gaulskopf genannt. Bergmeister Menzler aus dem Herzogtum Nassau berichtet über das Ersuchen zur Mutung des Bergwerks durch Schultheiß Ehrhardt zu Weyer. In den folgenden Jahren scheint nicht viel passiert zu sein, denn erst 1835 stellt Weyer erneut ein Mutungs-Gesuch, wobei bemerkt wurde, dass das Bergwerk schon länger im freien liegt und auch nicht mehr in den Büchern auftaucht. Zu einem unbekannten Zeitpunkt zwischen der Mitte des 18. Jahrhunderts und dem Anfang des 19. Jahrhunderts muss der Bergbau folglich eingestellt worden sein. In diesem Jahr 1835 entsteht plötzlich starkes Interesse an der Grube, denn der Montan-Industrielle Friedrich Buderus versucht diese nur einen Monat nach Weyer zu muten. Der Ausbau des Bergwerks wurde Weyer zugesprochen, der allerdings mit dem Abbau nicht vorankam. Im Mai 1836 wurde deswegen erneut durch Buderus ein Mutungs-Gesuch eingereicht, was aber abschlägig beschieden wurde.
Im August 1840 wurde auf der Nordflanke des Gaulskopf ein neues Erzvorkommen entdeckt, dies wurde später durch die Grube Amalie (bzw. Amalia) ausgebeutet – so dass erstmals in der Geschichte zwei unabhängige Bergwerke am Gaulskopf existieren sollten.
In den folgenden Jahrzehnten gab es wiederholte Abbauversuche, die aber letztlich keinen großen Erfolg hatten. Der letzte Versuch 1919 war gleichfalls erfolglos, so dass der Bergbau auf Grube Silbersegen endgültig eingestellt wurde.

## Lagerstätte
Drei „in hora 7 bis 9“ streichende Quarz- und Dolomit-Gänge mit einer Mächtigkeit der erzführenden Schichten von bis zu 6 Meter bildeten die Lagerstätte. Die abgebauten Erzgänge waren damit wesentlich umfangreicher als im übrigen östlichen Taunus, wo üblicherweise nur Schichten mit einer Mächtigkeit geringer als 1 m gefunden wurden. Vorgefunden wurden Bleiglanz, Kupferkies, Pyrit, Fahlerze und Gold. Als Beifunde gab es Malachit, Zinkblüte und Galmei.

## Grubengebäude und Tagesanlagen
- Karte mit allen Koordinaten:
- OSM |
- WikiMap

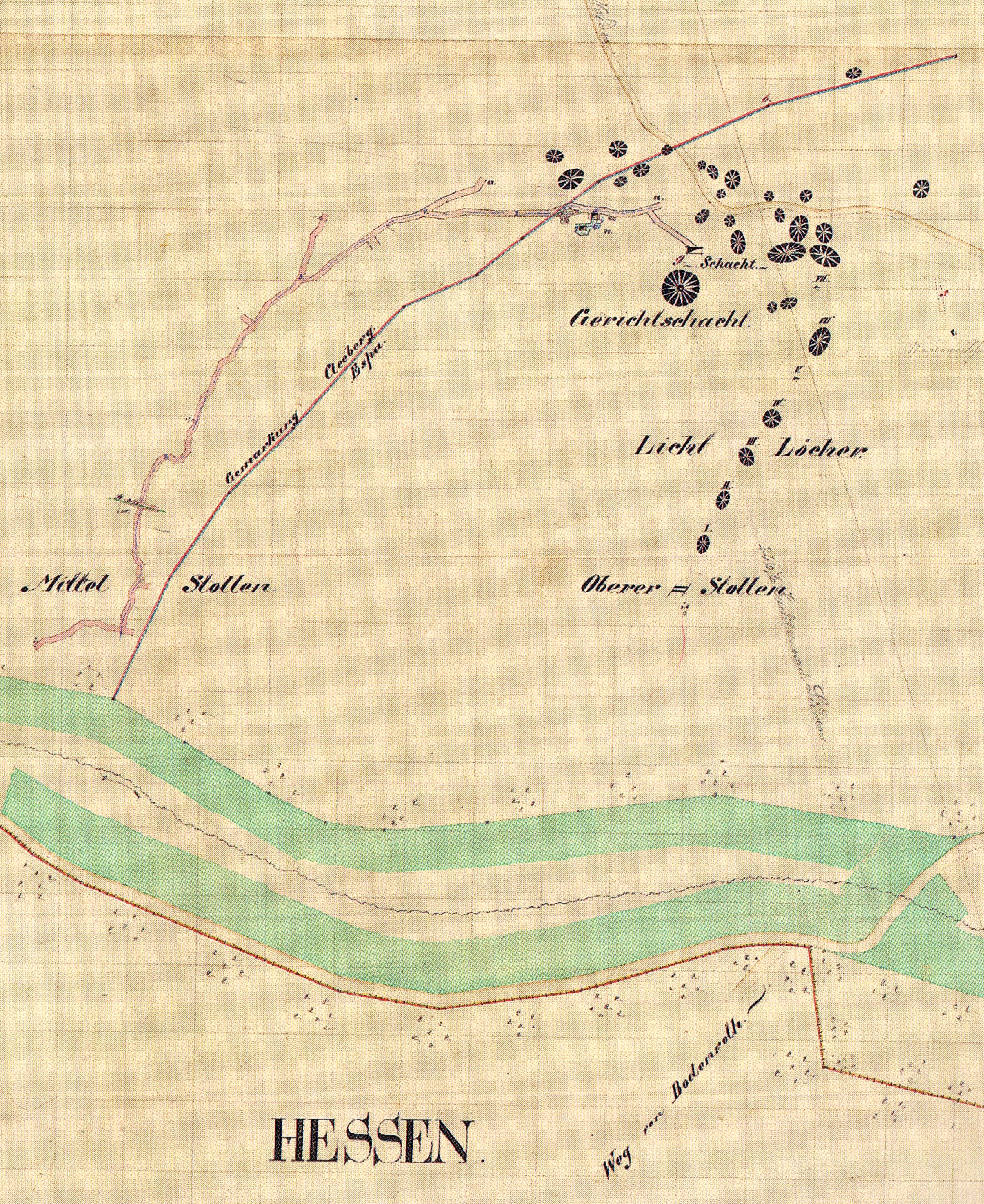
Grubenplan von 1856

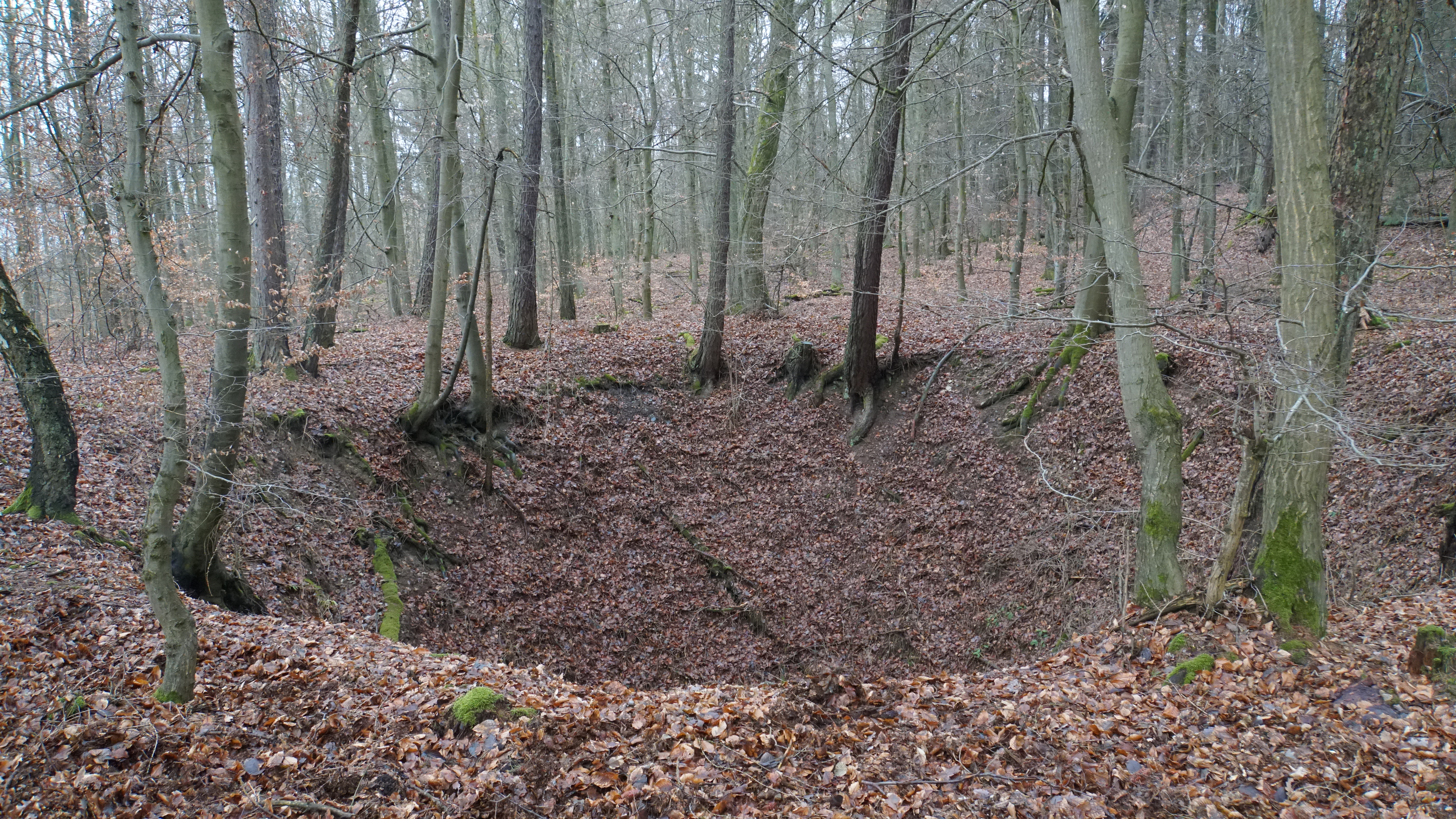
Gerichtschacht, Pinge mit 20 m Durchmesser

Es gab drei Stollen und zwei Hauptförderschächte, zudem mindestens sechs Fördersohlen (zwei oberhalb und vier unterhalb der Stollensohle des Mittel Stollen). Zudem eine Vielzahl kleiner Schächte, die nicht direkt über einen der Stollen entwässert wurden. Schließlich zahlreiche Schächte, die auf die Stollen niedergebracht wurden, um sie mit Licht und Luft zu versorgen (sog. Lichtlöcher und Wetterschächte):

### Stollen
- Oberer Stollen: angelegt vor 1544, wahrscheinlich schon im 15. Jahrhundert oder früher, der älteste Stollen der Grube. Länge 295 m, Mundloch bei 390 m NHN, bringt etwa 40 m Teufe im Abbaugebiet ein. Liegt auf Espaer Gemarkung. Bauzeit etliche Jahrzehnte. Mit mindestens sieben Lichtlöchern im Abstand von jeweils 27 m. Vor 1856[27] bereits eingebrochen, die Kette der Pingen von eingestürzten Lichtlöchern, die sich den Hang heraufzieht ist noch gut erkennbar. Mundloch: Lage, Lichtlöcher I bis VII: Lage,Lage, Lage, Lage, Lage, Lage, Lage[7]

- Mittel Stollen, angelegt vor 1662, er hatte in diesem Jahre eine Länge von 30 Lachter (ca. 60 m)[28] mit dem Namen Tiefer Stollen, da es den heutigen Tiefen Stollen noch nicht gab, umbenannt in den heutigen Namen Ende des 18. Jahrhunderts. Länge über 700 m (1856), plus zahlreiche Querschläge, Mundloch auf 360 m NHN, bringt somit 70 m Teufe zum Abbaugebiet ein. Liegt auf Cleeberger Gemarkung und folgt parallel der Grenze Cleeberg zu Espa, um erst kurz vor dem Abbaugebiet auf Espaer Seite zu wechseln. Bauzeit einige Jahrzehnte. Das Mundloch ist noch intakt und der Stollen war in den 1980er Jahren noch begehbar. Mundloch: Lage, Wetterschächte: Lage, Lage, Lage[7]

- Tiefer Stollen, um 1775 begonnen,[22] wieder erwähnt 1855. Länge 69 m, erreichte nie das Abbaugebiet und konnte auch nicht zur Wasserlösung beitragen. Das Mundloch ist noch erhalten, allerdings verrohrt. Liegt auf Cleeberger Gemarkung. Mundloch: Lage[7]

### Schächte
- Gericht(s)schacht: Alter Hauptförderschacht des Oberen Stollens, liegt auf der Gemarkung Espa. Lage:⊙

- Durch mindestens 39 weitere Schächte wurde die Lagerstätte erschlossen, diese liegen bei den Koordinaten: ⊙, ⊙, ⊙, ⊙, ⊙, ⊙, ⊙, ⊙, ⊙, ⊙, ⊙, ⊙, ⊙, ⊙, ⊙, ⊙, ⊙, ⊙, ⊙, ⊙, ⊙, ⊙, ⊙, ⊙, ⊙, ⊙,  ⊙,  ⊙,  ⊙, ⊙,  ⊙,  ⊙, ⊙, ⊙,  ⊙,  ⊙,  ⊙,  ⊙, ⊙

### Erzaufbereitung
Anfang des 18. Jahrhunderts war die Ausbeute so gut, dass zwei Erzaufbereitungen und auch zwei Schmelzhütten in Betrieb waren:
- Standort der Erzaufbereitung Espa: Lage (Flurname: Silberwiese).[29][30]

- Standort der Schmelzhütte Weipersfelden: Lage,  (Flurname: Unter der Schmelz).[29][31][30]

- Standort der Erzaufbereitung Cleeberg: Lage.[29][32]

- Standort der Schmelzhütte Cleeberg: Lage (Flurname: Schmidtwiese, abgeleitet von „Schmiede“)[29][32][30]